# Rubus pensilvanicus
Rubus pensilvanicus är en rosväxtart som beskrevs av Jean Louis Marie Poiret. Rubus pensilvanicus ingår i släktet rubusar, och familjen rosväxter.

## Underarter
Arten delas in i följande underarter:
- R. p. albunus
- R. p. phyllophorus

## Bildgalleri

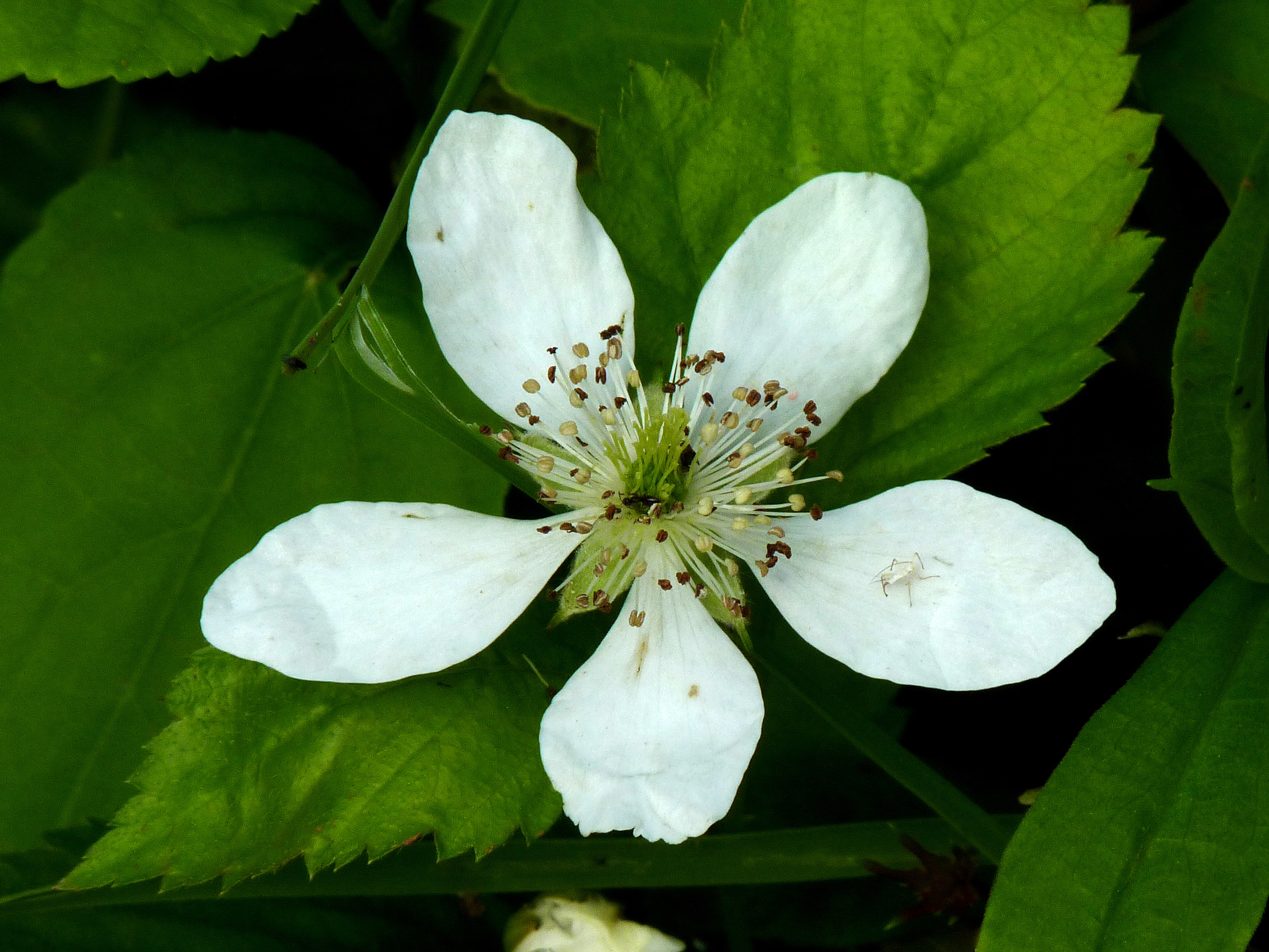
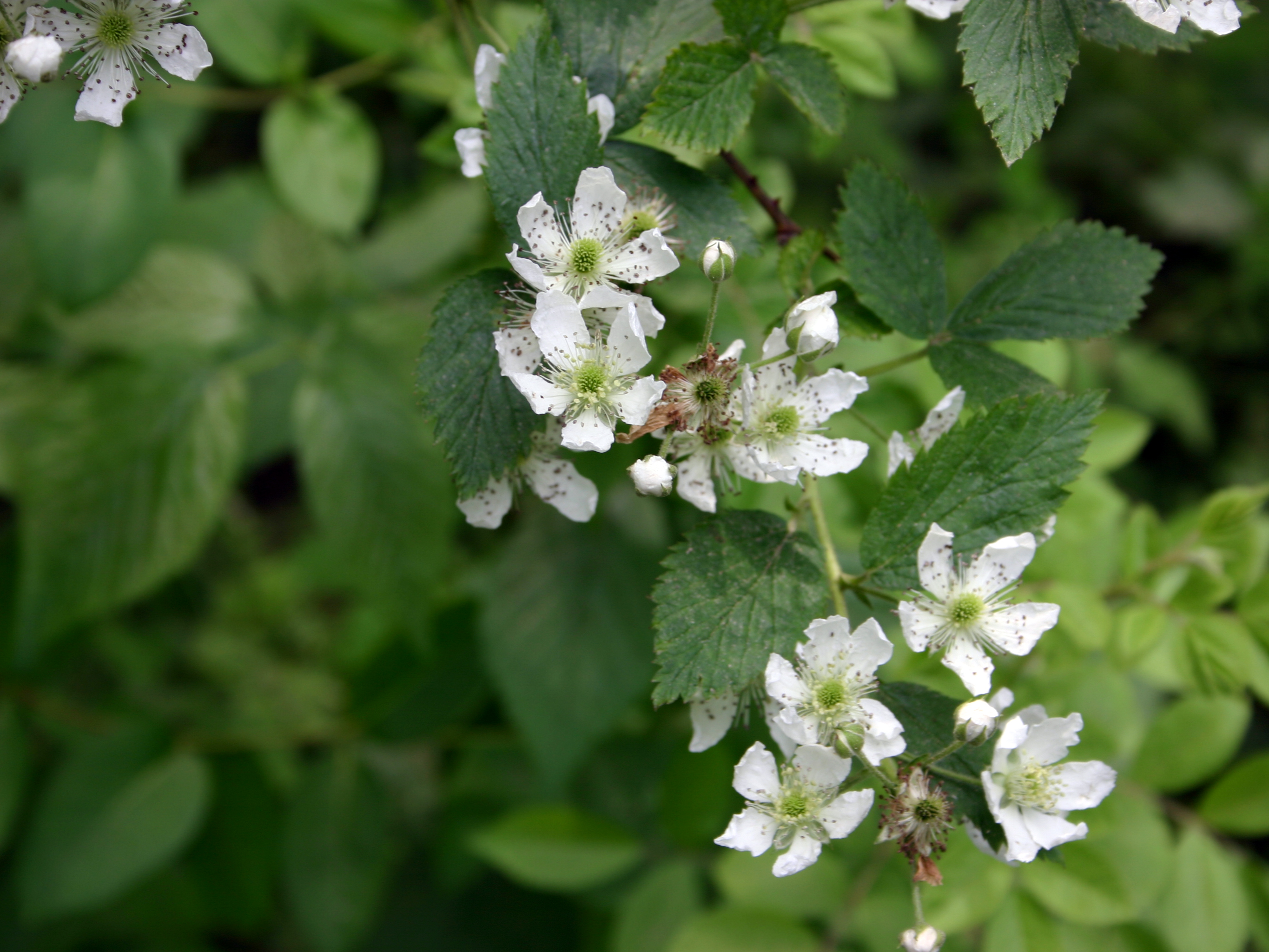